# Carlos Slim Helú
Carlos Slim Helú (* 28. ledna 1940 Ciudad de México) je mexický podnikatel a v roce 2014 nejbohatší člověk na světě. Ovládá telekomunikační firmy Telmex, Telcel a América Móvil, tj. majetek v hodnotě 79,6 miliard dolarů.

## Život
Narodil se v Mexico City v rodině libanonských přistěhovalců. Matčina část rodiny byla ovšem dost bohatá, takže mohl vystudovat inženýrství na Národní autonomní univerzitě. V roce 1990 zprivatizoval státního telefonního operátora Telmex. Tím získal faktický monopol na mexickém trhu jak v pevných linkách, tak mobilech, a vytvořil tak jádro svého impéria. S firmou América Móvile pak expandoval na zbytek latinoamerického trhu. Poté investoval do tabáku (firma Cigatam), do on-line bankovnictví a gastronomie. Jeho aktivity zastřešuje společnost Grupo Carso.
Má přezdívku El Ingeniero.